# Alejandro Casare Menéndez
Blahoslavený Alejandro Casare Menéndez, řeholním jménem José (Josef) z Chauchiny (24. února 1897, Chauchina – 6. srpna 1936, Antequera), byl španělský římskokatolický jáhen, řeholník Řádu menších bratří kapucínů a mučedník.

## Život
Narodil se 24. února 1897 v Chauchině jako syn José Maríi a Modesty. Pokřtěn byl 4. března se jménem Alejandro od Nejsvětějšího Srdce Ježíšova a Mariina. Roku 1905 přijal první svaté přijímání.
Studoval na serafínské škole v Antequeře a poté vstoupil do noviciátu kapucínů a přijal jméno José. Časné sliby složil roku 1913 a věčné o tři roky později. Byl vysvěcen na jáhna ale kněžské svěcení nepřijal kvůli nervovému onemocnění. Působil jako učitel literatury v Antequeře. Roku 1936 byla komunita v Antequeře obléhaná. Bratři nemohli opustit konvent. Dne 6. srpna 1936 odvedla milice bratra Alejandra a další čtyři bratry (bl. Ángel z Cañete la Real, Ignacio z Galdácana, Gil z Puerto de Santa María a Crispín z Cuevas de San Marcos) na náměstí, kde dav žádal jejich smrt. Všech pět bratrů bylo na místě zastřeleno.

## Proces blahořečení
Proces jeho blahořečení byl zahájen roku 1954 v arcidiecézi Madrid spolu s dalšími jedenatřiceti spolubratry kapucíny.
Dne 27. března 2013 uznal papež František jejich mučednictví. Blahořečeni byli 13. října 2013 ve skupině 522 španělských mučedníků.